# Mirosław Araszewski
Mirosław Araszewski (ur. 24 marca 1941 w Baranowiczach) – polski operator filmowy, fotografik, nauczyciel akademicki

## Życiorys
Absolwent Wydziału Operatorskiego Państwowej Wyższej Szkole Filmowej, Telewizyjnej i Teatralnej im. Leona Schillera w Łodzi (dyplom 1973).
Prorektor (2000–2012), dr hab. profesor w Wyższej Szkole Sztuki i Projektowania w Łodzi. Członek Związku Polskich Artystów Fotografików; numer legitymacji 429.

## Odznaczenia
- Brązowy Medal „Zasłużony Kulturze Gloria Artis” (2024)[1]

## Wystawy (wybrane)
- 2003: Wystawa jubileuszowa 50-lecia Okręgu Łódzkiego ZPAF Łódź[2]
- 2005: Wystawa „Gdzie jesteśmy?” ZPAF Warszawa[3]
- 2006: Wystawa „Miejsca i ludzie”, Galeria Design, Wrocław[4][5]
- 2007: Wystawa ZPAF Łódź[6]
- 2008: Wystawa; Galeria Fotografii ŁTF, Łódź[7]
- 2009: Wystawa w Galerii Fotografii MCK, Ostrowiec Świętokrzyski[8]
- 2016: Wystawa „Oczekiwanie” w Galerii Tłustym Drukiem, Łódź
- 2023: Wystawa „Theatrum Mundi” w Galerii ART 39, Gdynia[9]